# José Ignacio Iruretagoyena
José Ignacio Iruretagoyena Larrañaga (Zarauz, 1963-Zarauz, 1998)  fue un político español y víctima del terrorismo de ETA.

## Biografía
José Ignacio Iruretagoyena fue asesinado por ETA en Zarauz el día 9 de enero de 1998. Era maderero de profesión y concejal del Partido Popular en el Ayuntamiento de Zarauz. Estaba casado y tenía dos hijos. En el momento de su asesinato tenía 35 años de edad.

### Asesinato
En las semanas previas al día 8 de enero de 1998 el miembro de ETA Gregorio Escudero Balerdi vigiló a José Ignacio Iruretagoyena. La información que obtuvo de estas vigilancias se la trasmitió a los también etarras Francisco Javier García Gaztelu, alias Txapote e Irantzu Gallastegui Sodupe, alias Amaya. Gregorio Escudero trasladó a García Gaztelu e Irantzu Gallastegui desde la localidad de Andoáin al apeadero de Añorga. Desde allí tomaron un tren a Zarauz. Una vez en Zarauz localizaron el vehículo de José Ignacio Iruretagoyena con la información que contaban. El vehículo estaba estacionado en una plaza de garaje. Irantzu Gallastegui colocó un artefacto explosivo debajo del asiento del conductor del automóvil. Dicho artefacto, fabricado por ETA, contenía entre 1,5 y 2 kilogramos de amonal y cloratita, y un temporizador. Mientras la etarra lo colocaba, García Gaztelu vigilaba las inmediaciones. Los dos miembros de ETA regresaron en tren, siendo recogidos en el apeadero de Añorga y trasladados a Andoáin por Gregorio Escudero.
El día 9 de enero de 1998 sobre las 7:40 horas José Ignacio Iruretagoyena cogió su coche. Se dirigía a su puesto de trabajo. Tras recorrer unos metros, a la altura de la calle Urdaneta, explosionó el artefacto del coche a las 7:50. Nada más producirse la explosión varios viandantes hallaron a José Ignacio, que había perdido varias extremidades del cuerpo. La víctima pedía auxilio en euskera. Trataron de reanimarlo sin éxito. La explosión causó lesiones a un viandante, testigo de lo ocurrido, y daños a un edificio cercano, otro vehículo y la calzada. Las autoridades policiales acordonaron la zona, procediendo después el juez a levantar el cadáver. Se realizaron concentraciones silenciosas de condena por el asesinato en los ayuntamientos vascos.
La Sección Segunda de la Sala de lo Penal de Audiencia Nacional dictó sentencia 22/2006, el 18 de mayo de 2006, en la que condenó a Gregorio Escudero Balerdi a 42 años de prisión. 25 por un delito de asesinato terrorista y 17 por un delito de estrago terrorista. Se le impuso una indemnización de 120.000 euros destinada a los herederos de José Ignacio Iruretagoyena Larrañaga. Asimismo, esta resolución también establece la prohibición del condenado a volver a Zarauz durante el pazo de 5 años y le condena al pago de los daños que ocasionó el atentado. Esta sección también acordó la conclusión del sumario y la apertura de juicio oral contra Francisco Javier García Gaztelu e Irantzu Gallastegui Sodupe. Tras la vista oral, la Sentencia 78/2009, dictada el 17 de diciembre, condenó a cada uno a 46 años de prisión. 18 años por un delito de asesinato terrorista y 18 años por otro delito de estragos. También les prohibió acercarse a una distancia de 500 metros a la localidad de Zarauz o la de residencia de las víctimas. También a indemnizar en 200.000 euros a su viuda y en 100.000 a cada uno de sus dos hijos, así como a hacer frente a los daños materiales causados por el atentado.
Tras este atentado, ETA reivindicó su crimen a través de un comunicado publicado en el diario Egin.
Años después, ETA intentó asesinar a la cúpula del Partido Popular Vasco durante un homenaje a José Ignacio Iruretagoyena en el cementerio de Zarauz.